# Natale nel mondo
Natale nel mondo è un album musicale contenente canzoni natalizie di vari paesi. L'anno di pubblicazione è il 1993 e l'editore è Antoniano. Gli arrangiamenti delle canzoni sono stati scritti da Augusto Martelli. Il coro era diretto da Mariele Ventre

## Tracce
1. Let it snow
2. Adeste fideles
3. Quanno nascette Ninno
4. Cantique de Noël
5. The most wonderful time of the year
6. Stille Nacht
7. Los Reyes Magos
8. Notte placida
9. O Tannenbaum
10. Dorme Betlemme fra le mura antiche
11. Dormi dormi
12. Jingle Bells
13. Leghenda
14. Wiegenlied